# Centro de Ayuda para la Navegación Aérea y Observatorio Meteorológico Calamocha-VOR
El Centro de Ayuda para la Navegación Aérea y Observatorio Meteorológico Calamocha-VOR, popularmente llamado Calamocha-VOR, es un centro de comunicaciones para la navegación aérea de Aragón (España) situado en el municipio de Fuentes Claras (Teruel), construido en 1959.
Desde principios de los años 60 y hasta 1985 también funcionó como estación meteorológica. En sus instalaciones se registró una temperatura de –30 °C, récord de frío en zonas pobladas de España dentro de la red meteorológica estatal, el 17 de diciembre de 1963.

## Historia

### El Centro de Comunicaciones
Tras la Guerra Civil, el aeródromo militar de Calamocha, construido en 1928, albergó hasta principios de la década de los años 60 del siglo XX el antiguo aerofaro y el observatorio meteorológico, que se utilizaban, sobre todo, para facilitar a la aviación la información sobre las condiciones atmosféricas en la zona, sita en el pasillo aéreo que une Madrid y Barcelona.
En 1959, el Ministerio del Aire decidió modernizar y trasladar las instalaciones y contrató con la empresa Iberavia el nuevo centro de comunicaciones para la navegación aérea, que se levantó en terrenos de Fuentes Claras, unos cinco kilómetros al sur del aeródromo de Calamocha, en un punto situado a mayor altitud que mejoraba las comunicaciones por radio entre el centro aeronáutico y el tráfico aéreo. Las instalaciones incluyeron una estación de comunicaciones más modernas, un radiofaro omnidireccional (VOR) que sustituyó al antiguo aerofaro (desmantelado en mayo de 1963) del aeródromo de Calamocha, así como el observatorio meteorológico (perteneciente al Servicio Meteorológico Nacional, denominación que tenía en aquella época la actual Aemet), en el que se continuó la toma de datos realizada en los años previos en el aeródromo de Calamocha. Así nació el centro de comunicaciones Calamocha-VOR.
En 1962 el Ministerio del Aire asignó el personal encargado de prestar servicio en el nuevo complejo Calamocha-VOR en Fuentes Claras. Entre ellos figuran Tomás Moro Arlanzón, designado jefe de la estación en febrero de aquel año, y Manuel Villamón García, destinado en junio de 1962, quien posteriormente fue uno de los testigos del récord de –30 °C que se alcanzó en 1963.

### La Estación Meteorológica
Aunque la misión principal del centro Calamocha-VOR de Fuentes Claras eran las comunicaciones y la asistencia al tráfico aéreo, las tareas del personal también incluyeron desde principios de los años 60 la observación del tiempo como estación meteorológica, que fue integrada en la red sinóptica del Servicio Meteorológico Nacional (actual Aemet) en enero de 1963.
En 1985 la estación meteorológica cesó sus observaciones en Fuentes Claras y fue trasladada a Calamocha, donde ya había estado anteriormente, en su primera etapa, cuando se puso en marcha el observatorio a principios de los años 40 del siglo XX.

### Actualidad

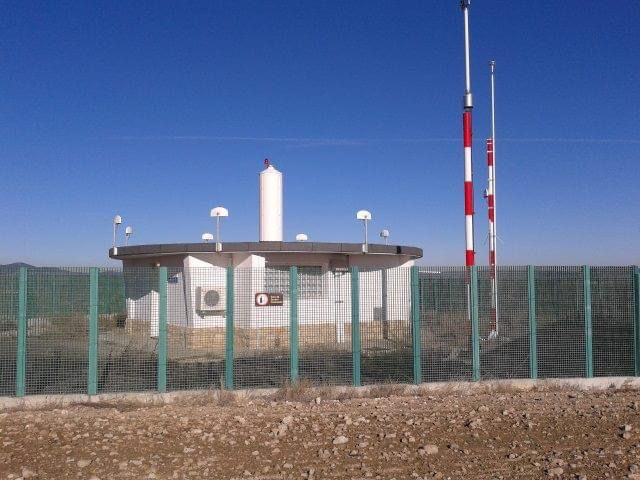
Vista del Calamocha-VOR (Fuentes Claras)

Actualmente siguen en servicio en Fuentes Claras las instalaciones aeronáuticas del centro de comunicaciones, el radiofaro omnidireccional (VOR) y el equipo medidor de distancia (DME), adscritos a ENAIRE, que funcionan de manera automatizada. La actividad del centro está regulada actualmente por el decreto del Ministerio de Fomento, aprobado en 2019, en el que se modifican y actualizan las servidumbres aeronáuticas del VOR y DME de Fuentes Claras.
Pese a que el observatorio meteorológico estuvo en Fuentes Claras durante más de dos decenios, la mayor parte de su serie climatológica se forjó en Calamocha, donde ha estado al menos en tres lugares diferentes y cuyo nombre ha mantenido en la nomenclatura meteorológica oficial a lo largo de su historia. Desde 2002, el jardín meteorológico está localizado en las afueras de Calamocha, al norte de su núcleo urbano.

## El Triángulo del Frío
El observatorio meteorológico, cuya historia y serie climatológica comparten Calamocha y Fuentes Claras, y cuyo indicativo en la red oficial de Aemet es 9381, es uno de los tres vértices del denominado Triángulo de hielo o Triángulo del frío, del que los otros dos son Teruel y Molina de Aragón (Guadalajara). Los datos atestiguan que Calamocha y Fuentes Claras guardan el mismo perfil climático.
La zona está considerada el polo del frío español, no sólo por el récord de –30 °C de 17 de diciembre de 1963, sino por la frecuencia de episodios con temperaturas inferiores a los –20 °C que se han registrado allí. Algunos estudios realizados en los años 90 del siglo XX acerca de la recurrencia de sus fríos extremos ya sirvieron para localizar el polo del frío de España en dicho triángulo.